# Porta Tiburtina
La Porta Tiburtina (en français Porte Tiburtine), mais également appelée Porta San Lorenzo (Porte Saint-Laurent), est une porte antique de Rome allant à Tivoli, l'ancienne Tibur, construite en 5 av. J.-C. et incorporée vers 270 dans le mur d'Aurélien. Située entre la Porta Praetoriana et la Porta Maggiore, elle ouvrait sur la via Tiburtina.

## Histoire
L'arche de la porte est construite sous le règne d'Auguste, au point de rencontre de trois aqueducs : Marcia, Julia, et Tepula. L'arche est restaurée sous les empereurs Titus et Caracalla puis incorporée au mur d'Aurélien entre 270 et 275. La porte est alors constituée d'un seul arc et flanquée de deux tours quadrangulaires, hautes d'une vingtaine de mètres.
En 401-402, l'empereur Flavius Honorius renforce le mur et fait construire une structure externe supplémentaire à cinq fenestrons, après avoir débarrassé la zone des déchets accumulés pendant 130 années. Cet ajout fait de la porta Tiburtina un édifice de style à la fois républicain romain (face interne) et altomédiéval (face externe).
La porte est également appelée porta San Lorenzo du nom de la Basilique Saint-Laurent-hors-les-murs voisine et construite à partir de 580 sur le site supposé du martyre de saint Laurent.
La porta Tiburtina fut le lieu d'une importante victoire de Cola di Rienzo, contre les barons de Rome, le 20 novembre 1347 lors de la bataille de la porte Saint-Laurent (it).

## Inscriptions
La face externe de la porte porte une inscription datant de 402 :
« S. P. Q. R.
IMPP. CAESS. DD. NN. INVICTISSIMIS PRINCIPIBVS
ARCADIO ET HONORIO VICTORIBVS AC TRIVMPHATORIBVS
SEMPER AVGG. OB INSTAVRATOS VRBI AETERNAE MVROS
PORTAS AC TVRRES EGESTIS IMMENSIS RVDERIBVS EX
SVGGESTIONE V[iri] C[larissimi] ET INLUSTRIS MILITIS
ET MAGISTRI VTRIVSQ[ue] MILITIAE FL[avii] STILICONIS
AD PERPETVITATEM NOMINIS EORVM SIMVLACRA CONSTITVIT
CVRANTE FL[avio] MACROBIO LONGINIANO V[iro] C[larissimo]
PRAEF[ecto] VRBIS D[evoto] N[umini] M[aiestati]Q[ue] EORVM »

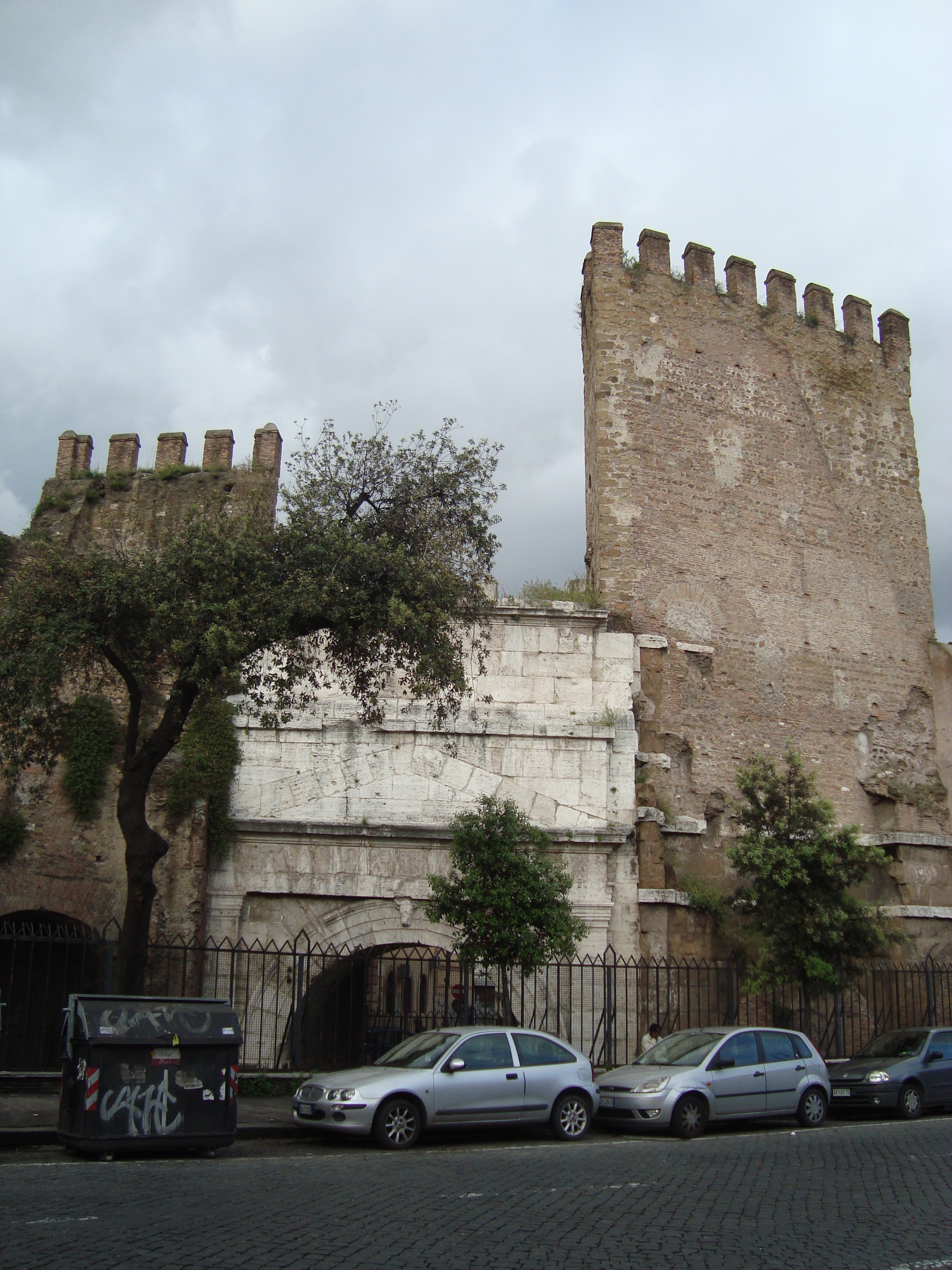
Face interne de la porte
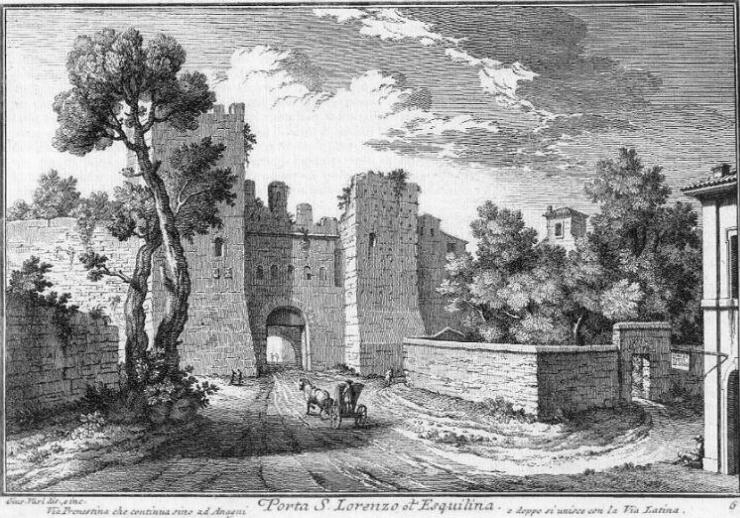
La Porta San Lorenzo par Giuseppe Vasi vers 1750.
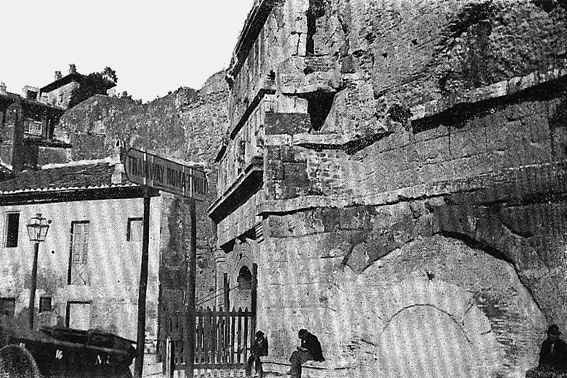
La Porta Tiburtina vers 1900 avec la station du tramway de la ligne Rome-Tivoli